# Pieksämäki (Verwaltungsgemeinschaft)

Lage der Verwaltungsgemeinschaft Pieksämäki in Finnland

Die Verwaltungsgemeinschaft Pieksämäki (finnisch Pieksämäen seutukunta) ist eine von drei Verwaltungsgemeinschaften (seutukunta) der finnischen Landschaft Südsavo. Sie umfasst die folgenden vier Städte und Gemeinden:
- Joroinen
- Juva
- Pieksämäki
- Rantasalmi

Am 1. Januar 2004 wurden die Orte Jäppilä, Pieksämäen maalaiskunta und Virtasalmi zur Landgemeinde Pieksänmaa zusammengeschlossen. Drei Jahre später, am 1. Januar 2007 wurde auch Pieksänmaa eingegliedert, dieses Mal in die Stadt Pieksämäki, die damit einzige Gemeinde der Verwaltungsgemeinschaft wurde. Zum Jahresbeginn 2009 wechselten die drei Gemeinden Joroinen, Juva und Rantasalmi aus der aufgelösten Verwaltungsgemeinschaft Juva in die Verwaltungsgemeinschaft Pieksämäki.